# Гонсалес де Сарате, Урко
Урко Гонсалес де Сарате Кирос (исп. Urko González de Zarate Quirós; род. 20 марта 2001, Витория-Гастейс) — испанский футболист, защитник клуба «Реал Сосьедад».

## Клубная карьера
Гонсалес — воспитанник клуба «Реал Сосьедад». В 2020 году для получения игровой практики он начал выступать за дублирующую команду. В 2021 году Урко помог резервной команде впервые за 59 лет выйти в Сегунду. Летом того же года Гонсалес продлил контракт с клубом до 2024 года. 20 сентября в матче против мадридского «Реала» он дебютировал в  Ла Лиге.